# 토탈 어나이얼레이션
《토탈 어나이얼레이션》(Total Annihilation)은 1997년에 발매된 실시간 전략 시뮬레이션 게임이다. "토탈 어나힐레이션", "토탈 애니힐레이션" 등으로 잘못 불리기도 하지만 annihilation는 h가 묵음이므로 h발음이 나지 않는다. 게임 제목은 "완전 전멸"이라는 뜻이며 구성도 그에 걸맞게 되어 있다. "토탈 어나힐레이션"이 국내 정식 명칭이라는 잘못된 의견이 있으나 해당 게임은 영문명 그대로 국내 게임 심의를 통과했다.

## 역사
케이브독의 크리스 테일러가 만들고 GT 인터렉티브 사가 배포한 게임으로 당시에 개발 중이던 블리자드사의 스타크래프트의 대대적인 그래픽 수정 작업을 야기했을 정도로 멋진 그래픽을 선보였다. 수천 년 후의 은하계를 배경으로 다양한 육해공 로봇들이 전투를 벌이는 이 게임은 세밀하게 제작된 3차원 지형과 유닛, 사실적인 물리 엔진, 레이저·플라즈마 캐논·지대지미사일·어뢰·항공모함·핵미사일 등의 다양한 무기 체계, 조기경보기, 레이다 기지, 소너 , 레이다 재머, 미사일 방어 시스템 같은 사실적인 방어체계, 박진감 넘치는 사운드와 웅장한 사운드 트랙 등으로 상당한 반향을 불러일으켰다.
그러나 제대로 된 멀티플레이를 위해선 당시 일반적으로 보급되어 있던 컴퓨터 사양보다 월등히 높은 사양을 요구했기 때문에 스타크래프트 등에 밀려 소수의 열성적인 매니아 층만 남기고 개발 회사인 케이브독은 결국 문을 닫고 말았다. (이 게임은 하드웨어적인 3D 가속 기능을 전혀 지원하지 않아서 CPU에 매우 큰 부담을 주었고, 큰 맵들은 많은 메모리를 요구했다.) 한편 이 게임이 스타크래프트 등의 게임에 비해 유닛의 종류가 많아 익숙해지는 데 오래 걸리고, 한 판을 하는 데 걸리는 시간이 전반적으로 길어서 속전속결을 원하는 사람들의 입맛을 맞추지 못했다고 평가 받기도 한다.
케이브독이 출시한 확장팩으로는 코어의 반란, 배틀 택틱스가 있고, 로봇이 아닌 판타지 세계를 배경으로 한 다른 시리즈인 킹덤즈, 아이언 플레이그도 있다.
개발사가 망한 이후, 해외의 팬들(해커)에 의해 이 게임의 내부 데이터 포맷이 알려지면서 사용자들이 모여 유닛팩, 새로운 맵, MOD 등을 제작하는 등 매우 활발한 활동을 보이고 있다. 특히 TA 스프링은 오픈 소스로 공개된 완벽한 리메이크 프로젝트로 주목을 받고 있다. 그러나 이런 활동은 일부 매니아 계층에만 한정되어 있고 일반 대중에게는 잘 알려져 있지 않다.
수석 디자이너였던 크리스 테일러는 케이브독이 망한 후에 가스 파워드라는 게임 회사를 만들어 현재 이 게임의 컨셉, 분위기 등을 계승한 새로운 전략 게임 수프림 커맨더를 개발하고 있다. 새 게임은 2007년 2월에 출시되었다.

## 게임의 구성
토털 어나일레이션은 당시로서는 획기적인 3차원 실시간 전략을 제공하였고 3차원 자체도 상당히 실감있게 만들었다. 게임의 세부적인 구성은 다음과 같다.

### 맵
이 게임은 당시 최초로 지형의 높낮이를 사실적으로 표현한 게임이었다. 게임 화면의 시점은 약 80도 정도의 탑뷰(Top View) 고정이며 맵이나 유닛들도 그에 맞게 최적화되어 있다. 세밀하게 렌더링된 비트맵 기반의 맵 모양 뒤에는 지형의 높낮이를 나타내는 정보가 들어 있어서, 언덕 위에 있는 유닛이 아래에 있는 유닛보다 유리하다든가 하는 전략의 일반적인 내용들이 거의 그대로 적용된다. 높은 언덕이나 벽 뒤의 유닛들은 레이저로 공격할 수 없고 포물선을 그리며 날아가는 플라즈마 포나 수직으로 발사되는 미사일들을 사용해야 한다. 또한 유닛들의 시야도 이러한 지형에 의해 제한을 받는다.
나무가 우거진 초록색 땅, 화성처럼 붉은 표면, 사막, 전체가 메탈이어서 아무 곳에서나 메탈 채취가 가능한 곳, 용암이 끓는 녹은 듯한 지형, 꽁꽁 얼어붙은 설원의 세계, 열대 지역의 섬들 등 다양한 형태가 있다.
다만 맵이 모두 비트맵으로 이루어져 있어서 게임 실행 시 RAM을 많이 필요로 한다는 것이 단점이다.

### 유닛과 종족
이 게임에서는 인간이 등장하지 않는다. 모두 로봇들로 이루어진 유닛들을 사용하며, 육해공을 아우르는 (공식 유닛만) 270여 종류의 유닛이 존재한다. 유닛은 건물, 배, 비행기, KBot, 차량으로 구분되는데, KBot은 Kinetic Bio-Organic Techonology/Tissue의 약자로 사람과 비슷하게 생긴 이족 보행 로봇과 같다. 한 유닛에 여러 개의 무기가 달린 것도 있다. 게임의 공식 매뉴얼에 따르면, 유닛 제조는 레이저 빔으로 그려진 3차원 유닛의 청사진에 나노 금속 입자들을 뿌리는 방식으로 만들어진다. 실제 게임에서는 반짝이는 초록색 프레임에 초록색 입자를 뿌려서 점점 내용물이 차올라가는 형태로 표현된다.
종족은 암(Arm)과 코어(Core) 두 가지가 존재하며, 거의 1:1 대응이 가능한 유닛 체계를 가지고 있다. 다만 암에서는 비교적 열세에 있는 차량에 대비해 KBot이 우세한편이고 EMG라는 매우 빠른 연사속도를 가지면서 상대적으로 화력은 약한 플라즈마 캐논과 상대방 유닛을 일정 시간 동안 마비시켜 못 움직이게 하는 Paralyzer 레이저, 정교한 장거리 플라즈마 포격시스템 빅 베르타(Big Bertha), 매우 빠른 건설을 가능하게 하는 파크(FARK) 유닛이 특정적이며, 코어는 전반적으로 암의 플라즈마/에너지 기반의 무기체계에 대비하여 레이저와 차량이 강력하고 암의 빅베르타에 비견해서 정확도는 떨어지지만 사거리에 우위를 둔 장거리 플라즈마포 인티미테이터(Intimidator)가 있으며 크로고스(Krogoth)라는 초강력 수퍼 로봇 유닛이 존재한다는 점이 다르다. 또한 서로의 유닛을 무력화시킬 수 있는 암의 EMP 미사일, 코어의 중성자 미사일이 있다.(이 외에 대응 관계를 만들 수 있는 유닛끼리 약간씩 다른 무기나 성능을 가지고 있어 전체 균형을 맞추고 있다)
무엇보다 당시 이 게임이 다른 게임과 차별화되었던 점으로는 각각의 유닛마다 모두 다른 행동 특성을 지정할 수 있다는 점이다. 끝까지 적을 쫓아가서 죽일 것인지, 일정 범위 내에서만 적을 죽일 것인지, 그 자리에서 움직이지 않고 있을 것인지, 적이 오면 무조건 쏠 것인지, 자신이 맞아야 쏠 것인지, 적이 공격해도 무시할 것인지를 일일이 선택할 수 있다. 또한 정찰(Patrol)과 보호(Guard) 기능이 있고, 유닛을 만들어내는 생산 공장에서 만들어진 유닛들이 어떤 행동을 할지 미리 지정할 수도 있어서 매우 자동화된 유닛 통제가 가능하다. Shift+Click을 이용해 여러 개의 명령을 예약하는 것도 가능하다.

### 자원
보통 유한한 자원을 가지는 다른 전략 게임과 달리, "완전 전멸"이라는 게임 제목답게 무한대의 자원이 제공된다. 금속(Metal)과 에너지(Energy)라는 두 자원이 존재하며, 금속은 지도 상에서 금속질로 보이는 곳(Metal Deposit 메탈 디포짓[*])에 메탈 익스트렉터(Metal Extractor)라는 건물을 만들면 채취가 가능하다. 에너지는 태양열 발전소, 풍력 발전소, 조력 발전소 등으로 얻을 수 있고 고급 건설물 중에는 핵융합 발전소도 있다. 또한 아인슈타인의 E=mc2 공식처럼 많은 양의 에너지를 사용하여 소량의 메탈을 만들어낼 수도 있는데, 메탈이 부족한 맵에서 주로 쓰이는 방법이다.
토탈 어나이얼레이션에서도 한 유닛을 만드는 데 얼마의 자원이 든다는 정해진 값들이 있지만, 현재 생산량과 소모량이 더 중요하게 생각된다. 메탈 디포짓의 크기에 따라 생산량이 차이날 뿐, 메탈 디포짓이 소멸되는 일은 없다. 에너지 또한 아무리 오래 사용해도 전혀 줄어들지 않는다.
무기 중에서 일부 고성능 레이저 포/ 장거리 플라즈마 캐논은 에너지를 다르게 사용한다. 즉, 에너지 공급이 원활하지 않으면 레이저/플라즈마 무기를 작동시킬 수 없게 된다. 이러한 설정은 에너지 시설의 방어와 공격을 게임 내에서 상당히 중요하게 만들었다. 또한, 유닛이 죽으면 소량의 메탈 자원을 가지는 잔해(Wreckage)가 남는데 건설 유닛으로 이를 회수하면 자신의 자원으로 만들 수 있다. 이런 잔해들은 유닛의 움직임과 무기 발사에 장애물이 되기도 하므로 다양한 전략적 용도를 가진다. (비슷하게, 맵에 있는 돌이나 나무를 채취하여 메탈과 에너지를 얻는 것도 가능하다. 확장팩 '코어의 반란'에서는 유닛 잔해를 되살리는 Ressurection 유닛이 코어 진영에 추가되었다.)

## 실행 환경
윈도우 95 이상, DirectX 5.0 이상의 시스템에서는 모두 실행할 수 있다. 개발사가 발표한 최소 사양은 Pentium 166 Mhz, 16 MB RAM, 하드디스크 여유 공간 100 MB 이상이었고 권장 사양도 그와 비슷했다. 하지만 4사람 이상이 참여하며 총 유닛 수가 1000개가 넘어가는 실제 멀티플레이를 원활하게 즐기기 위해서는 실질적으로 1 GHz 이상의 CPU, 256~512 MB 이상의 RAM이 필요하다. 하드디스크 용량은 자신이 얼마나 많은 MOD와 추가 유닛을 설치하느냐에 따라 필요한 양이 다르며 싱글 플레이 전용 미션을 설치하지 않을 경우 필요한 용량을 많이 줄일 수 있다.
윈도우 2000 이상의 최신 운영 체제에서는 컴퓨터에 따라 Alt+Tab ↹을 눌렀을 때나 게임 실행 도중 튕기거나 하는 현상이 발생한다는 보고가 있는데, (운영 체제가 지원하는 경우) 윈도우 98로 호환성 설정을 하면 대부분 해결할 수 있다.
윈도우와 매킨토시에서 실행할 수 있고, 최근 리눅스의 와인을 이용하여 이 게임의 일부 기능을 실행할 수 있게 되었다.

## 평가
| 평가                                                               |        |
| ------------------------------------------------------------------ | ------ |
| 통합 점수 통합사 점수 게임랭킹스 89% [ 2 ] 메타크리틱 86/100 [ 3 ] |        |
| 통합 점수                                                          |        |
| 통합사                                                             | 점수   |
| 게임랭킹스                                                         | 89%    |
| 메타크리틱                                                         | 86/100 |

## 같이 보기
- 토탈 어나이얼레이션: 킹덤즈
- 슈프림 커맨더